# Ragga jungle
Il Ragga jungle è un genere di musica elettronica che consiste essenzialmente nella fusione tra Raggamuffin e Drum 'n' Bass/Jungle.

## Biografia
Il Ragga jungle si sviluppò nel Regno Unito attorno ai primi anni novanta, e fu una delle prime e più diffuse forme di Drum 'n' Bass, la quale non prendeva diretta ispirazione dai cliché dell'Hardcore techno, e fu il risultato della crescente diffusione della Drum 'n' bass all'interno del pubblico urbano, composto in gran parte da discendenti dell'Africa e dei Caraibi.
Il Ragga jungle è essenzialmente caratterizzato da un tempo veloce e complesso, linee di basso dure e profonde, ed uno stile di canto ereditato chiaramente dal Raggamuffin, e dal Dancehall reggae in genere.
Il genere presenta delle evidenti contaminazioni provenienti dalla musica tradizionale e popolare africana e caraibica, introducendo ad esempio stili di batteria tipici del Calypso e Nyabinghi.

## Alcuni artisti Ragga jungle[1]
- Demolition Man
- Amazon II
- Rude Bwoy Monty
- Shy FX
- T.Kay